# Домузтепе

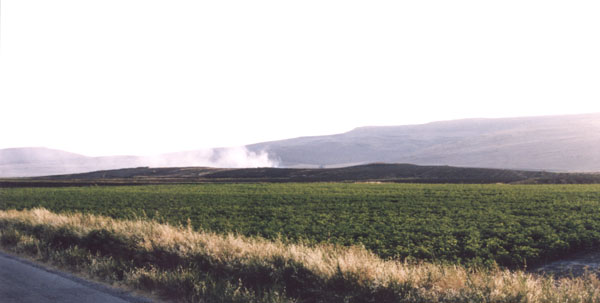
Вид на Домузтепе с северо-востока

Домузтепе (тур. Domuztepe, буквально «холм свиней») — крупное поселение эпохи позднего неолита на юго-востоке Турции, заселённое около 6200 г. до н. э. и заброшенное около 5450 г. до н. э. Памятник расположен к югу от города Кахраманмараш. Площадь памятника составляет около 20 гектаров. Хронологически он относится к халафской культуре и является крупнейшим известным поселением 6 тысячелетия до н. э.
Раскопки Домузтепе проводила в 1995—2006 гг. группа археологов из Манчестерского университета и Калифорнийского университета. Раскопки возобновились в 2008 г. как совместный проект Манчестерского университета и Британского музея.

## История населения
Поселение в Домузтепе возникло не позднее керамического неолита (около 6400 г. до н. э.), однако, возможно, было населено и ранее. В конце позднего халафского периода заселены были почти все 20 гектаров зоны современных археологических раскопок. В конце халафского периода (около 5450 г. до н. э.) поселение было заброшено.
Новое крупное поселение возникло на этом же месте в эллинистический период в 1 тыс. н. э. Археологи обнаружили здесь небольшое христианское кладбище.
Раскопанная часть доисторического поселения возникла в переходный период между керамическим неолитом и ранним халафским периодом (6100 г. до н. э.) и продолжала существовать до примерно 5450 г. до н. э. Серия раскопов выявила фрагменты поселения халафского периода: здания с круглым и прямоугольным основанием, керамику, каменные чаши, бусы, статуэтки, обработанные каменные орудия, костяные орудия и печати, а также большое количество костей животных и остатков растений.

## Колодец смерти
В период 1997—2003 археологи раскопали в Домузтепе крупное комплексное погребение, получившее известность как «Колодец смерти». Диаметр «колодца» составляет более 3 метров, а глубина — около 1,5 метра. Он заполнен слоями отдельно лежащих костей людей и животных, осколков керамики и другими артефактами. По-видимому, церемонии, в результате которых образовывались подобные слои, могли длиться неделями и состоять из нескольких этапов. Наиболее ранний слой в Колодце смерти содержит кости животных, по-видимому, оставшиеся от крупного праздника с жертвоприношением. В более поздних слоях обнаружены останки до 40 различных людей. Тела сильно фрагментированы, что не исключает возможность каннибализма. После того, как Колодец смерти был заполнен, он был покрыт толстым слоем пепла и отмечен крупными сваями. Более поздние захоронения человеческих останков обнаружены по краям колодца.